# Den Obinata
Den Obinata (大日方傳, Obinata Den) est un acteur japonais né le 16 mars 1907 et mort le 21 août 1980.

## Biographie
Den Obinata est né le 16 mars 1907 dans le quartier de Muromachi de Kokura, situé aujourd'hui dans l'arrondissement de Kokurakita à Kitakyūshū. Il fait ses études à l'université Tōyō, travaille comme jardinier avant d'entrer comme acteur à la Nikkatsu en 1929. Il apparait pour la première fois sur les écrans dans Shisei no kagayaki (1930) de Frank Tokunaga (en). 
Den Obinata rejoint la Shōchiku en 1932 et se fait connaître dans des films comme La Danseuse d'Izu (1933) de Heinosuke Gosho avec Kinuyo Tanaka ou encore Yaé, ma petite voisine (1934) de Yasujirō Shimazu avec Yumeko Aizome.
Il a tourné dans près de cent films entre 1930 et 1954.

## Filmographie partielle
- 1930 : Shisei no kagayaki (至誠の輝き?) de Frank Tokunaga (en)
- 1930 : Kuroi kekkon (黒い結婚?) de Genjirō Saegusa (ja)
- 1930 : Hikari wa higashi yori (光は東より?) de Frank Tokunaga (en)
- 1930 : Shin Tōkyō kōshin kyoku (光は東より?) de Hirotaka Nagakura
- 1930 : Nikkatsu à la parade (日活オンパレード, Nikkatsu on paredo?) de Yutaka Abe

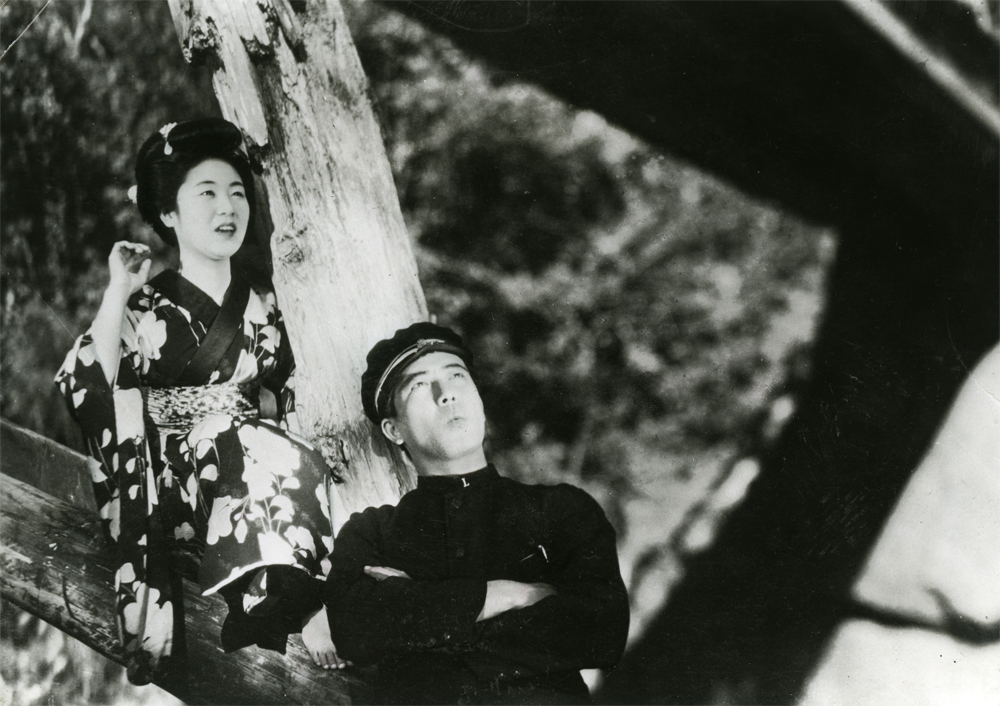
Kinuyo Tanaka et Den Obinata dans La Danseuse d'Izu (1933).

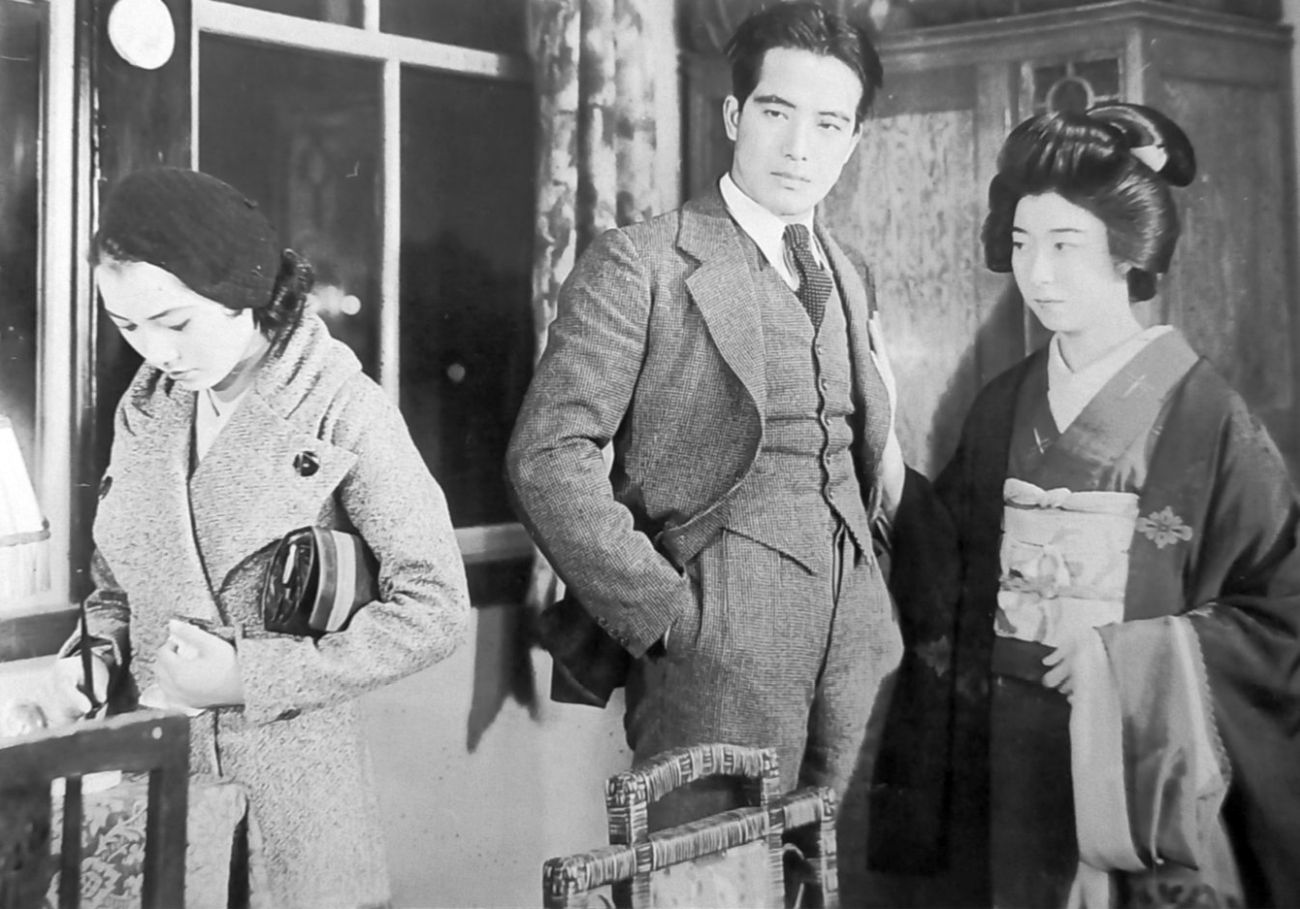
Sumiko Mizukubo, Den Obinata et Emiko Yagumo dans Koi zange (1933).

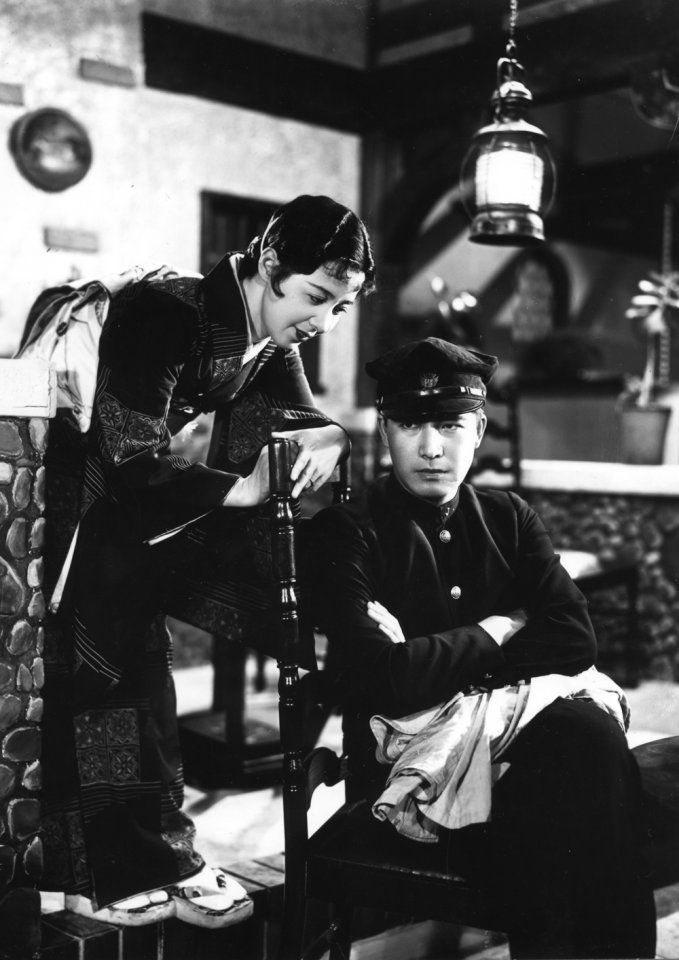
Yoshiko Okada et Den Obinata dans Yaé, ma petite voisine (1934).

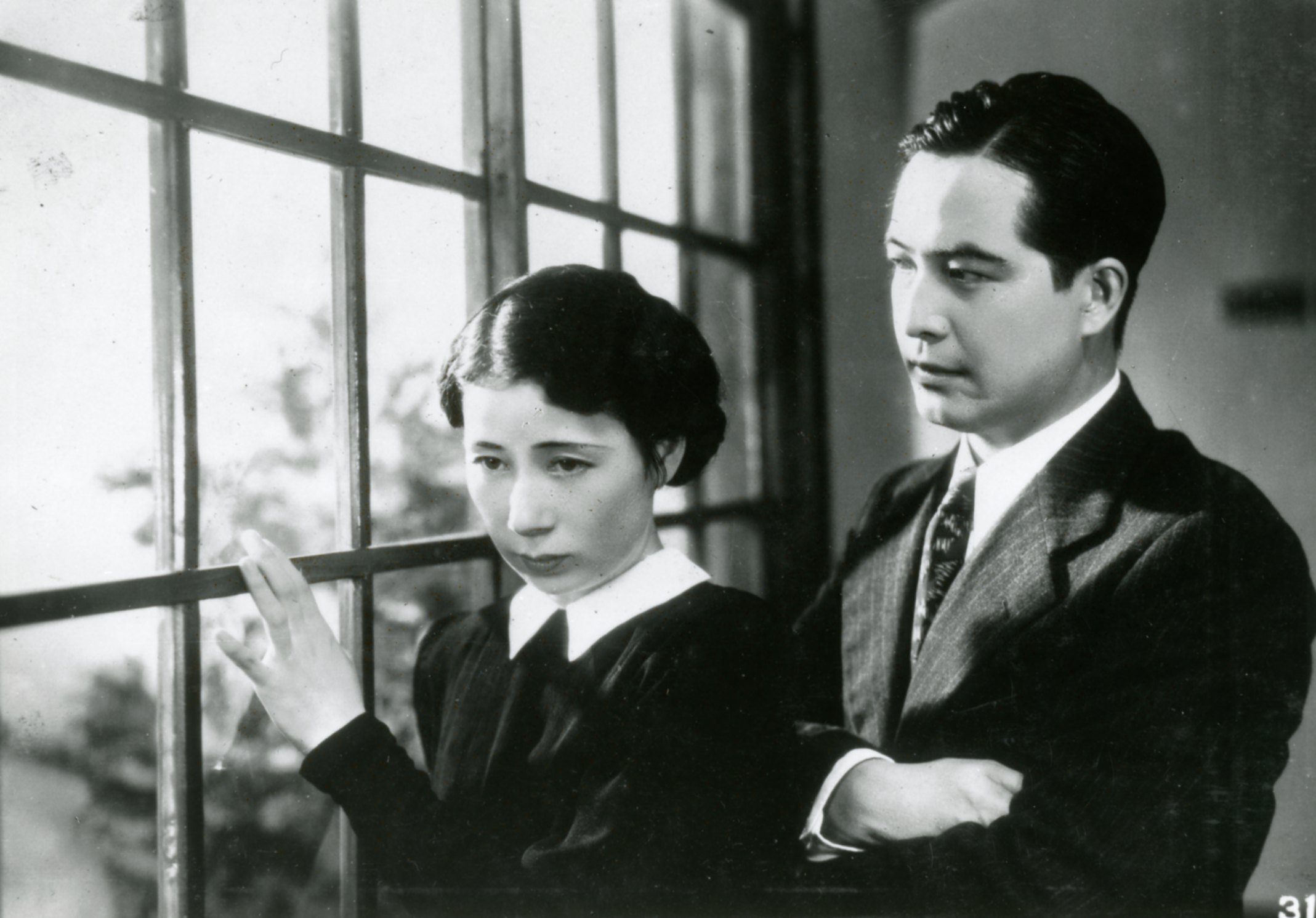
Shizue Natsukawa et Den Obinata dans Une jeune fille (1937).

- 1931 : Boku ni wa koibito ga arimasu (僕には恋人があります?) de Yasunaga Higashibōjō (ja)
- 1931 : Asu no taiyō (明日の太陽?) de Frank Tokunaga (en)
- 1931 : Kagayaku warera ga ikute (輝く吾等が行くて?) de Hirotaka Nagakura
- 1931 : Koi no sunaidoru (恋の長銃?) de Hirotaka Nagakura
- 1932 : Tokai no kotachi (都会の子たち?) de Shigeru Mokudō
- 1932 : Namiko (浪子?) d'Eizō Tanaka
- 1932 : Le Brise-vent de l'amour (愛の防風林, Ai no bōfōrin?) de Hiroshi Shimizu
- 1932 : Jōnin (情人?) de Yoshinobu Ikeda
- 1932 : Riku no wakōdo (陸の若人?) de Tsutomu Shigemune
- 1932 : Tsubakihime (椿姫?) de Yoshinobu Ikeda[4]
- 1933 : La Danseuse d'Izu (恋の花咲く 伊豆の踊子, Koi no hana saku Izu no odoriko?) de Heinosuke Gosho : Mizuhara, l'étudiant
- 1933 : Koi zange (恋ざんげ?) de Tsutomu Shigemune
- 1933 : Kujakubune (孔雀船?) de Yoshinobu Ikeda
- 1933 : Seidon (晴曇?) de Hōtei Nomura
- 1933 : Voici les femmes du printemps qui pleure (泣き濡れた春の女よ, Nakinureta haru no onna yo?) de Hiroshi Shimizu : Kenji
- 1933 : Jeune Fille, adieu (処女よ、さよなら, Shojo-yo sayonara?) de Heinosuke Gosho
- 1933 : Joue contre joue (頬を寄すれば, Hoho o yosureba?) de Yasujirō Shimazu : Koichi
- 1933 : Cœur capricieux (出来ごころ, Dekigokoro?) de Yasujirō Ozu : Jiro
- 1933 : La Fille et le Clairon (ラッパと娘, Rappa to musume?) de Yasujirō Shimazu
- 1934 : Une mère orientale (東洋の母, Tōyō no haha?) de Hiroshi Shimizu
- 1934 : La Ville des flammes de la passion (情炎の都市, Jōen no toshi?) de Yasujirō Shimazu
- 1934 : Au rythme du printemps (さくら音頭, Sakura ondo?) de Heinosuke Gosho
- 1934 : L'Amour d'une mère (母を恋はずや, Haha o kowazuya?) de Yasujirō Ozu : Sadao
- 1934 : Yaé, ma petite voisine (隣の八重ちゃん, Tonari no Yae-chan?) de Yasujirō Shimazu : Keitaro
- 1934 : Ceux qui veulent vivre (生きとし生けるもの, Ikitoshi ikeru mono?) de Heinosuke Gosho
- 1934 : Voyage de classe amoureux (恋愛修学旅行, Ren'ai shūgaku ryokō?) de Hiroshi Shimizu
- 1935 : Yotamono to komachimusume (与太者と小町娘?) de Hiromasa Nomura
- 1935 : Hitotsu no teisō (一つの貞操?) de Hiromasa Nomura
- 1935 : Vivre dans l'aisance (左うちわ, Hidari uchiwa?) de Heinosuke Gosho
- 1935 : Kanpai! Gakusei shokun (乾杯！学生諸君?) de Tsutomu Shigemune
- 1936 : Machi no ekubo (街の笑くぼ?) de Tsutomu Shigemune
- 1936 : Moero! Tamashī (燃えろ！魂?) de Tsutomu Shigemune
- 1937 : Une jeune fille (若い人, Wakai hito?) de Shirō Toyoda : Shintarō Masaki
- 1937 : Feux croisés (十字砲火, Jūji hōka?) de Tsutomu Shigemune, Shirō Toyoda et Yutaka Abe
- 1938 : Les Enfants du soleil (太陽の子, Taiyō no ko?) de Yutaka Abe
- 1938 : Makiba monogatari (de) (牧場物語?) de Sotoji Kimura : Shigehito Hirayama
- 1938 : Journal de famille I (家庭日記 前篇, Katei nikki: Zenpen?) de Satsuo Yamamoto
- 1938 : Journal de famille II (家庭日記 後篇, Katei nikki: Kōhen?) de Satsuo Yamamoto
- 1938 : La Pimprenelle I (吾亦紅 前篇, Waremoko: Zenpen?) de Yutaka Abe
- 1939 : Toute la famille travaille (はたらく一家, Hataraku ikka?) de Mikio Naruse : le professeur
- 1939 : Les 47 rōnin I (忠臣蔵 前篇, Chūshingura: Zenpen?) d'Eisuke Takizawa
- 1939 : Les 47 rōnin II (忠臣蔵 後篇, Chūshingura : Kōhen?) de Kajirō Yamamoto
- 1939 : Shusseifu (出征譜?) de Jun'ichi Fujita (ja)
- 1939 : Marins à Shanghai (上海陸戦隊, Shanhai rikusentai?) de Hisatora Kumagai
- 1939 : La Ville (街, Machi?) de Satsuo Yamamoto
- 1939 : La Femme qui noue les rubans (リボンを結ぶ夫人, Ribon o musubu fujin?) de Satsuo Yamamoto
- 1940 : La Lumière et l'ombre I - II (光と影, Hikari to kage I - II?) de Yasujirō Shimazu
- 1940 : Jusqu'au jour du mariage (嫁ぐ日まで, Totsugu hi made?) de Yasujirō Shimazu
- 1940 : Ciel en flammes (燃ゆる大空, Moyuru ōzora?) de Yutaka Abe
- 1941 : La Lune de Shanghai (上海の月, Shanhai no tsuki?) de Mikio Naruse : Daisuke Egi
- 1942 : Les Guirlandes des mers du sud (南海の花束, Nankai no hanataba?) de Yutaka Abe : Igarashi
- 1942 : La Carte d'une mère (母の地図, Haha no chizu?) de Yasujirō Shimazu : Sakao
- 1948 : 365 nuits I (三百六十五夜 東京篇, Sanbyakurokūjugo ya : Tōkyō-hen?) de Kon Ichikawa : Ryunosuke Miyata
- 1948 : 365 nuits II (三百六十五夜 大阪篇, Sanbyakurokūjugo ya : Ōsaka-hen?) de Kon Ichikawa : Ryunosuke Miyata
- 1949 : Ikoku no oka (異国の丘?) de Kunio Watanabe : le mari de Fumiko
- 1949 : L'Étoile filante (流星, Ryusei?) de Yutaka Abe
- 1949 : Le Visage de la grande ville (大都会の顔, Daitokai no kao?) de Yutaka Abe
- 1951 : Avec Eriko I (えりことともに 第一部, Eriko to tomoni: Dai ichi-bu?) de Shirō Toyoda : Iwaō Chikayama
- 1951 : Avec Eriko II (えりことともに 第二部, Eriko to tomoni: Dai ni-bu?) de Shirō Toyoda : Iwaō Chikayama